# نظریه عمل
نظریه عمل (به انگلیسی: Practice Theory) نظریه‌ای است پیرامون اینکه موجودات اجتماعی چگونه با انگیزه‌ها و مقاصد گوناگون خود دنیایی که در آن زندگی می‌کنند را ایجاد و متحول می‌سازند. این یک دیالکتیک بین ساختار اجتماعی و عامل انسانی است که در یک رابطه پویا در هم تنیده می‌شوند. نظریه عمل آنگونه که توسط شری اورتنر بیان شده "به دنبال تبیین رابطه(ها) یی است که از کنش انسان و موجودیت جهانی- که به آن سیستم اطلاق می‌شود- حاصل می‌شود.
این رویکرد به دنبال حل و فصل تعارض میان رویکردهای سنتی ساختارگرا و رویکردهای فردگرایی روش شناختی است که تلاش می‌کنند همه پدیده‌های اجتماعی را از طریق اقدامات فردی توضیح بدهند.

## پی‌یر بوردیو
نظریه عمل به شدت با نظریه‌پرداز و جامعه‌شناس فرانسوی پی‌یر بوردیو در ارتباط است. مفهوم عادت‌واره او یکی از اجراسازی‌های مهم اصول نظریه عمل است. بوردیو مفهوم عادت‌واره را برای درک درونی‌سازی نظم اجتماعی در بدن انسانی توسعه داد. کتاب او با عنوان «طرح کلی نظریه عمل» که بر اساس کار او در الجزایر در طول جنگ استقلال الجزایر نگاشته شده نمونه‌ای از اجرای نظریه عمل است که بر داده‌های تجربی جمع‌آوری شده از طریق مردم نگاری اعمال شده‌است.

## آنتونی گیدنز
او که بیشتر به خاطر نظریه ساختاریابی (structuration) دیدگاه کل نگرش به جوامع مدرن شناخته شده‌است به یکی از برجسته‌ترین جامعه شناسان مدرن است. آنتونی گیدنز نظریه ساختاریابی را به عنوان یک تجزیه و تحلیل عامل و ساختار توسعه داده‌است که در آن به هیچ‌کدام آن‌ها اولویت نمی‌دهد. این نظریه تلاش می‌کند که نشان بدهد 'چگونه اصول نظم می‌تواند هم عمل را تولید و هم توسط خود عمل باز تولید شود. در اینجا ساختار اجتماعی از بالا بر کنشگران انسانی تحمیل نمی‌شود.

## میشل فوکو
مفهوم عادت‌واره در آثار بوردیو ارتباط نزدیکی با مفهوم انضباط (discipline) در آثار فوکو دارد. مانند عادت‌واره، انضباط 'ساختار و قدرتی است که بر بدن وارد شده و جابجایی‌های دائمی شکل داده" است. در مقایسه با بوردیو، فوکو تأکید خاص بر خشونت از طریق رژیم‌های مدرن (به عنوان مثال زندان و تیمارستان) داشته‌است که به عنوان گونه‌ای از  کنترل اجتماعی استفاده شده‌است.

## تئودور شاتزکی
تئودور شاتزکی از طریق کتاب‌هایش - اعمال اجتماعی(Social Practices) (1996) و جایگاه‌های اجتماعی(The Site of the Social) (2002) یک نظریه عمل جایگزین توسعه داده‌است. پیش‌فرض‌های های اساسی او از مارتین هایدگر و لودویگ ویتگنشتاین استخراج شده‌است که مردم چیزی را انجام می‌دهند که برایشان عقلانی جلوه می‌کند. در کار شاتزکی اعمال به عنوان 'چندگانه‌ای از کنش‌های حادث فضایی باز' تعریف می‌شوند (Schatzki, 2005, p.  471) و همچنین اعمال ' مجموعه‌ای از پروژه‌ها، وظایف، گفتارها و اقدامات که به صورت سلسله مراتبی سازماندهی شده‌است' نیز تعریف شده‌است. علاوه بر این عمل x شامل چهار عنصر اصلی است: (۱) درک عملی – «دانستن چگونه X را انجام بدهیم، دانستن چگونه X را شناسایی کنیم، چگونه به موقع به X-پاسخ بدهیم» (idem, p.  77); (2) قوانین – «صورت‌بندی صریح اصول احکام و دستورالعمل‌ها است که مردم را برای ایفای بری کنش‌ها راهنمایی و دعوت می‌کند» (idem, p.  79); (3) ساختار عاطفی-غایتی – «طیف وسیعی از مقاصد، پروژه‌ها و وظایف که با مقادیر متنوعی با احساسات و حتی حال و هوا ارتباط دارند» (idem, p.  80); و (۴) درک کلی.

## واژه‌های کلیدی
عامل: یک بازیگر که تصمیم به عمل می‌گیرد. توانایی انسان‌وار در عمل و تغییر جهان است.
میدان: یک ساختار اجتماعی ساختار یافته با قوانین خاص خودش، طرح‌های سلطه، عقاید مشروع خودش. بوردیو از مفوم میدان برای به عنوان جایگزینی برای تحلیل جوامع از طریق گلاس‌ها استفاده کرد. به‌طور نمونه در جوامع مدرن میدان‌ها شامل هنر، آموزش، حقوق و اقتصاد می‌شود.
عادت‌واره (Habitus): این مفهوم به نظام آمادگی‌های افراد اشاره دارد. بوردیو از این ایده برای تحلیل ساختار درونی شده در عمل انسان استفاده می‌کند.: 299  این مفهوم "درونی‌سازی نظم اجتماعی در بدن انسانی " را ممکن می‌سازد.
دوکسا (Doxa): این مفهوم به آن دسته از پیش‌فرض‌ها‌ی خاص میدان یا عمیقاً درونی شده اجتماعی اشاره دارد که حرفی برای گفتن باقی نمی‌گذارند و قابل مذاکره نیستند. یک چشم‌انداز از واقعیت که آنقدر طبیعی شده که به نظر می‌رسد تنها نسخه از واقعیت است، آموخته شده، بنیادی است، عمیقاً بنیادی شده، عقاید ناآگاهنه، ارزش‌هایی که به مثابه خویش نما و جهانشمول تلقی می‌شوند و کنش‌ها و افکار را درون یک میدان هدایت می‌کنند. مثال ۳۶۵ روز 24hrs, ۶۰ ثانیه.
عادت‌پایه یا سلوک بدنی (Hexis): روشی که در آن عوامل اجتماعی 'خود را در جهان حمل می‌کنند؛ سبک راه رفتن خ، ژست، رویکرد، و غیره.
سرمایه فرهنگی: دارایی‌هایی که دارندگان را قادر می‌سازد به بسیج اقتدار فرهنگی به عنوان مثال شایستگی‌ها، آموزش و پرورش، عقل، سبک، سخنرانی لباس یا ظاهر فیزیکی بپردازند.
فردگرایی روششناختی: ادعای اینکه که پدیده‌های اجتماعی را باید و می‌توان از طریق تقلیل آن‌ها به عامل فردی توضیح داد.: 343  یعنی نشان دادن اینکه پدیده‌های اجتماعی چگونه نتیجه اقدامات فردی است. این می‌تواند انتقادی به این دیدگاه باشد که از زاویه اجتماعی ساختارهای کارکردی تعیین‌کننده رفتار فردی است. یک روش‌شناس فردگرا عنوان خواهد کرد که حوادث کلان اجتماعی (جنگ رکود و غیره) و شرایط (اقتصادی و سیاسی و نظام‌های فرهنگی) را می‌توان در شرایط باورها و اقدامات افراد تفسیر کرد.
ساختارگرایی (Structuralism): پارادایمی نظری است که ساختار اجتماعی را بر عمل اجتماعی ترجیح می‌دهد،: 343  طبق این دیدگاه اجزای فرهنگ انسانی باید در قالب رابطه شان با ساختار یا نظام در برگیرنده شان درک شوند. طبق نظریه ساختاری در انسان‌شناسی و انسان‌شناسی اجتماعی بواسطه اعمال مختلف، پدیده‌ها و فعالیت‌های مختلفی که به مثابه نظام‌های دلالت (systems of signification) خدمت می‌کنند معنا درون فرهنگ تولید و بازتولید می‌شود. یک رویکرد ساختارگرا ممکن است مطالعه فعالیت‌های مختلف به گستردگی -آماده‌سازی مواد غذایی، و مراسم سرو غذا، بازی‌ها، متون ادبی و غیر ادبی و اشکال دیگر سرگرمی را در دستور کار قرار بدهد تا بدین طریق به ساختارهای عمیق (به عنوان مثال اساطیر، خویشاوندی) تولیدکننده و بازتولیدکننده معنی درون فرهنگ را کشف کند.
ساختاریابی (ساختاربندی Structuration): عامل بشری و ساختار اجتماعی در هم تنیده هستند. پراکسیس تکرار کنش‌های عوامل فردی است که ساختار اجتماعی را بازتولید یا دگرگون می‌سازد. زندگی اجتماعی کنش‌های فردی فراتر است اما صرفاً توسط نیروهای اجتماعی تعیین نمی‌شود. یک ساختار اجتماعی-سنن، نهادها، اخلاقیات و طرق تثبیت شده انجام امور وجود داد، اما نظریه ساختیابی می‌گوید که هنگامی که مردم شروع به نادیده گرفتن این گونه ساختارها کنند، آن‌ها را با دیگر ساختارها عوض کنند یا طور دیگری آن‌ها را بازتولید کنند این ساختارها قابل تغییر خواهند بود.

## دیگر نظریه پردازان مهم
- ویلیام هنکس
- شری اورتنر
- مارشال سالینگز
- تئودور شاتزکی